# NGC 340
NGC 340 je galaksija u zviježđu Kit.

## Vanjske poveznice
- SEDS: NGC 340